# Danny Hudson
Danny Hudson (sinh ngày 25 tháng 6 năm 1979) là một cầu thủ bóng đá người Anh thi đấu ở Football League cho Rotherham United. Ông cũng thi đấu bóng đá non-League cho Doncaster Rovers, Halifax Town và Belper Town.
Ông giải nghệ và làm nghề cai ngục.